# Bercaeopsis acrophila
Bercaeopsis acrophila är en tvåvingeart som först beskrevs av Carroll William Dodge 1956.  Bercaeopsis acrophila ingår i släktet Bercaeopsis och familjen köttflugor. Inga underarter finns listade i Catalogue of Life.